# Holden Brougham
Holden Brougham — полноразмерный люксовый автомобиль, выпускавшийся с июля 1968 по 1971 год австралийской компанией Holden.
За основу Holden Brougham был взят массовый Holden Premier тех же лет выпуска, но с удлинённым задним корпусом. Багажник был увеличен на 200 мм. Также сохранилась радиаторная решётка Premier с четырьмя фарами. Brougham стал поспешным ответом на Ford Fairlane.

## История
Серия HK Brougham была представлена в июле 1968 года параллельно с серией Monaro, через шесть месяцев после представления Holden Belmont/Kingswood/Premier. Затем в июле 1969 года была анонсирована серия HT, а в августе 1970 года была анонсирована серия HG.
Brougham оснащался только АКПП: сначала двухступенчатой, а после появления серии HG — трёхступенчатой. Единственный двигатель — Chevrolet V8 объёмом 5,0 л. Серия HT оснащалась двигателем V8 объёмом 5,0 л.
На протяжении всего срока производства Ford Fairlane превосходил Holden Brougham по продажам с большим отрывом. В 1971 году преемником Brougham стал Statesman с удлинённой колёсной базой.

## Южная Африка
С 1969 по 1971 год Brougham продавался в Южной Африке под названием Chevrolet Constantia. В дополнение к изменению названия, Constantia отличалась уникальной радиаторной решёткой и имела транкеры на передней кромке передних крыльев (как и Chevrolet Kommando). Constantia оснащён рядным шестицилиндровым двигателем объёмом 4093 см³ или же двигателем V8 объёмом 5025 см³. Двигатели сочетались в паре с двухступенчатой автоматической трансмиссией «Powerglide».

## Галерея

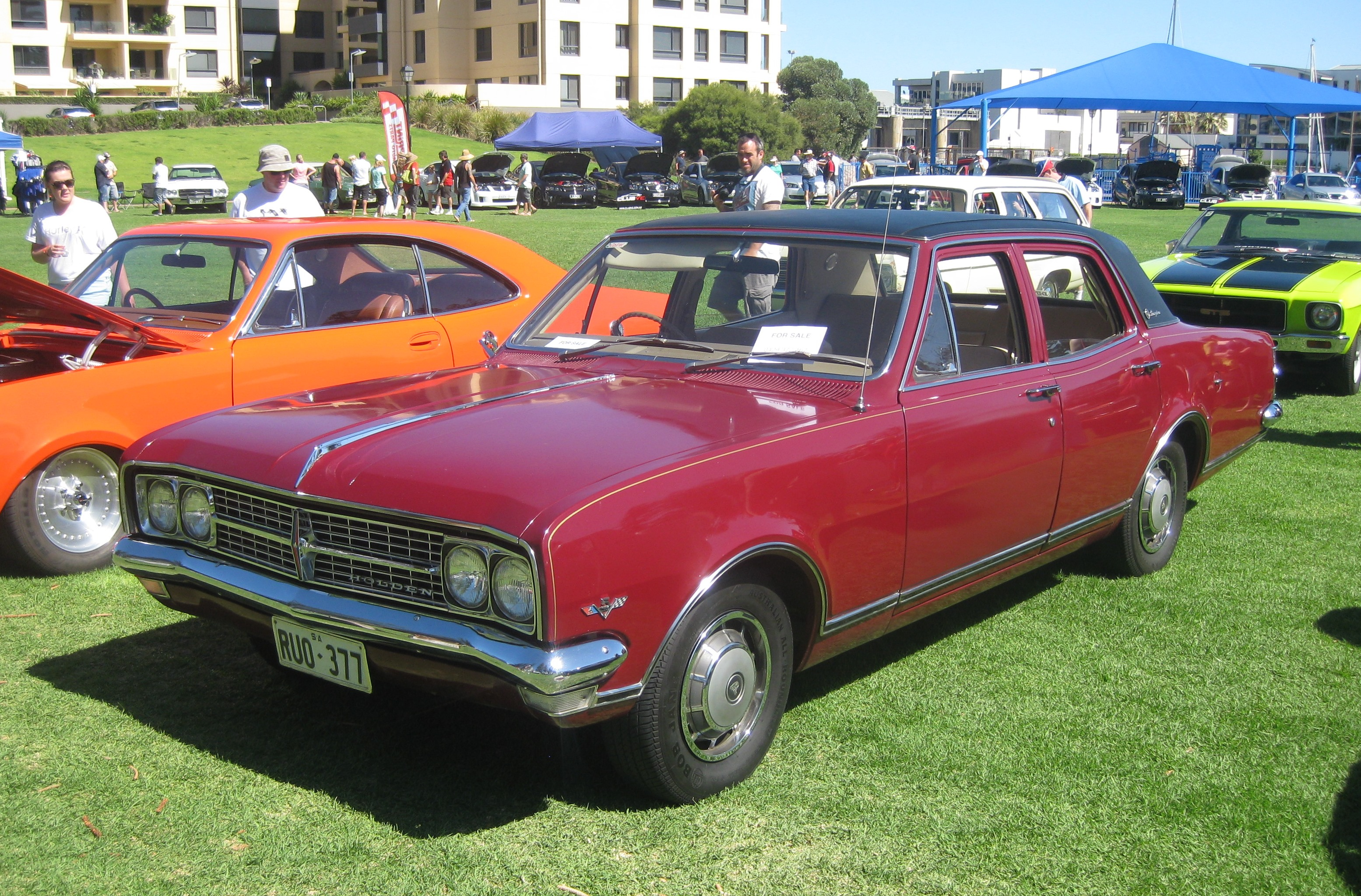
1968—1969 Holden HK Brougham
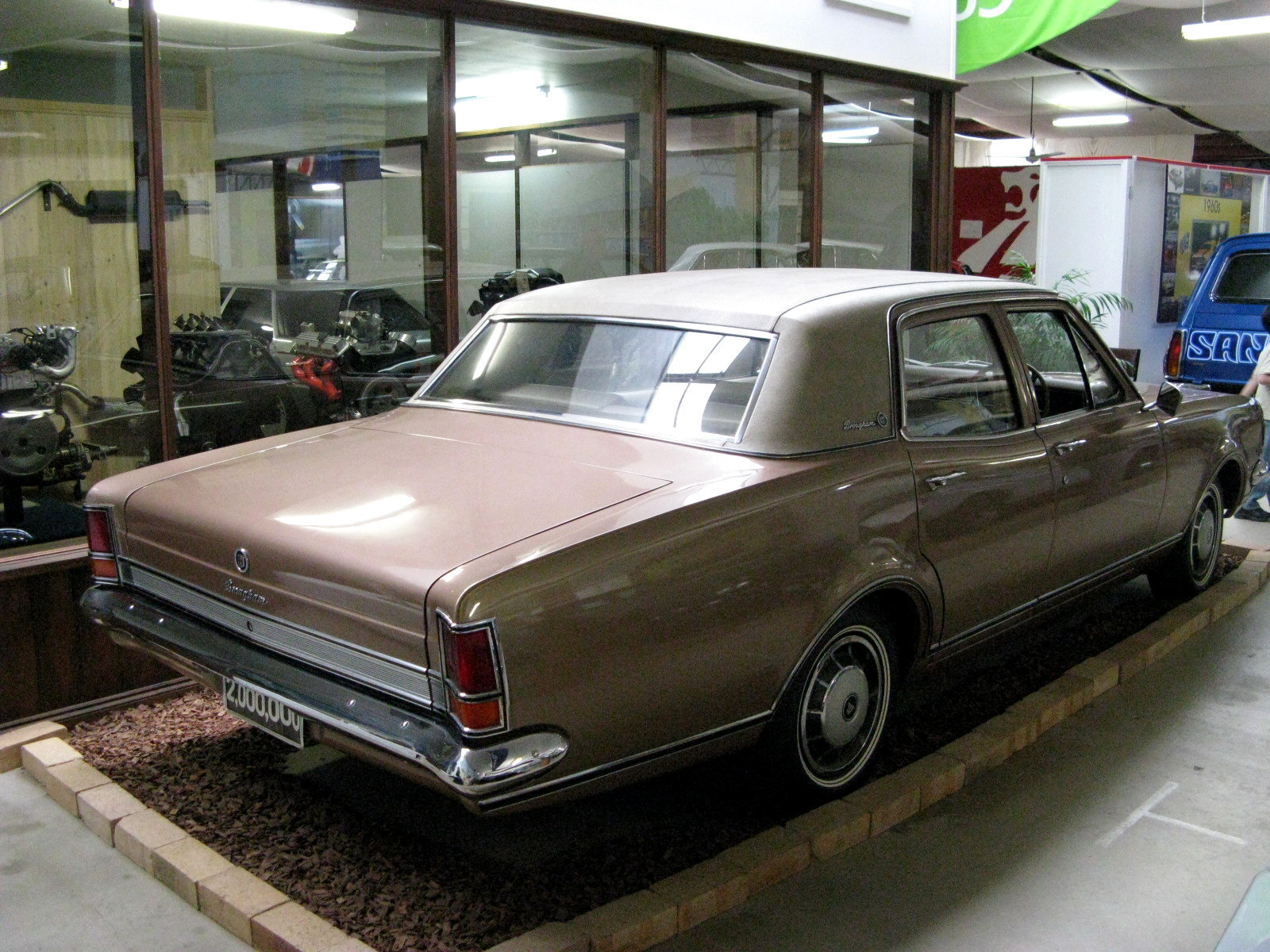
1968—1969 Holden HK Brougham
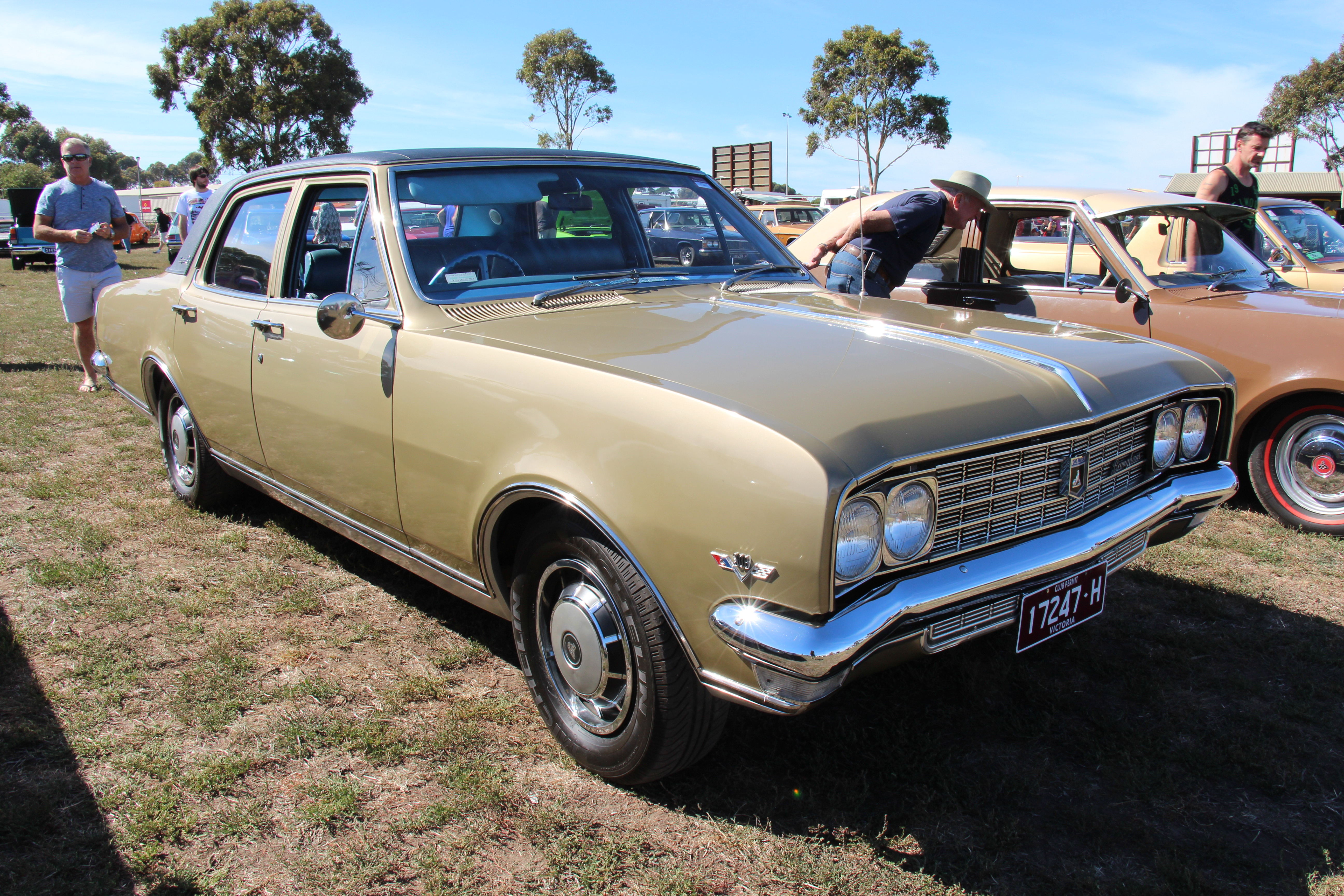
1969—1970 Holden HT Brougham
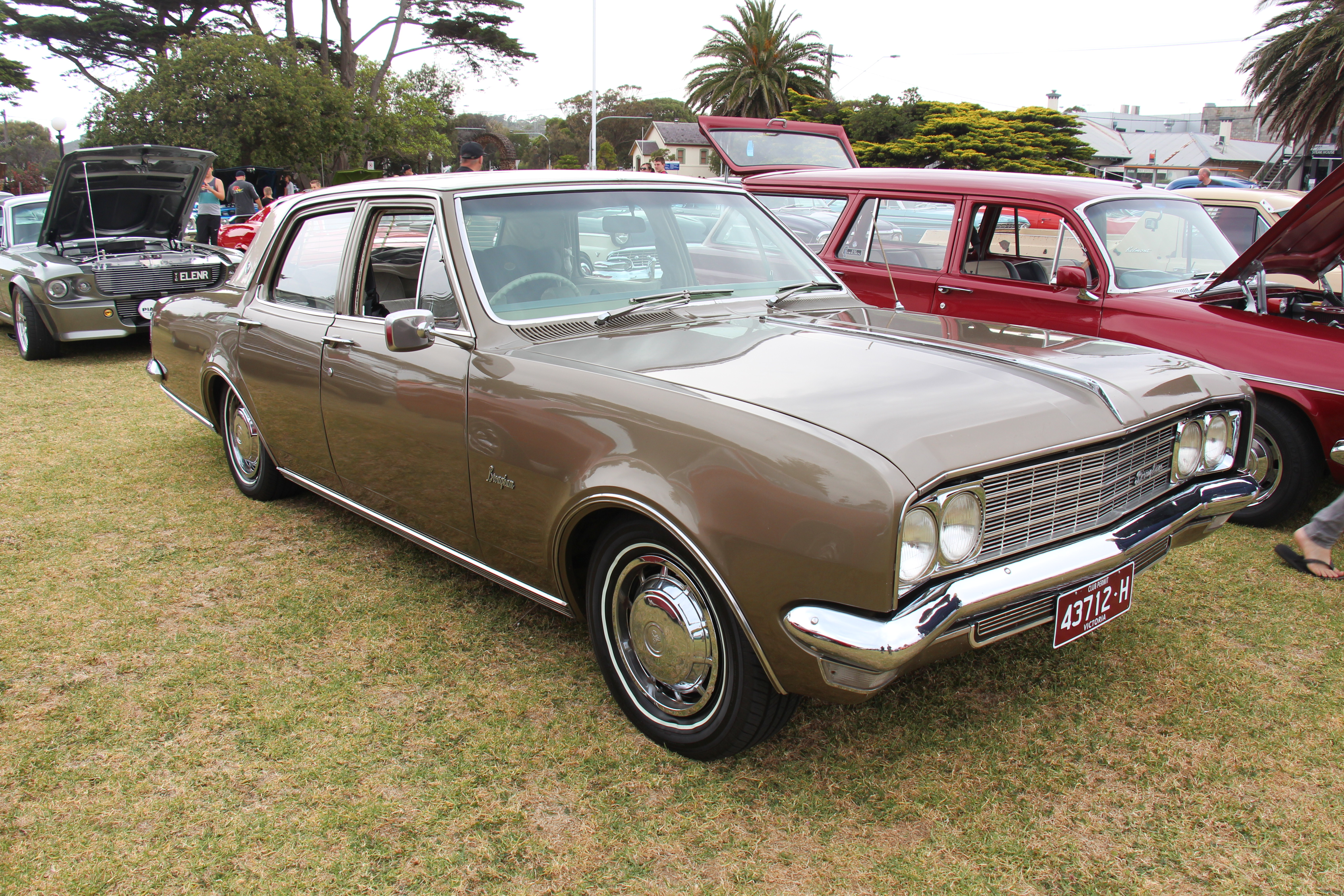
1970—1971 Holden HG Brougham